# Irene Bowder
Irene Bowder (née le 27 juillet 1892 à Firozpur, dans le Raj britannique – morte le 13 juin 1978) est une joueuse de tennis sud-africaine des années 1920. Elle est aussi connue sous son nom de femme mariée, Irene Bowder-Peacock.
Première joueuse de haut niveau de son pays, elle a atteint la finale en simple dames à Roland Garros en 1927, remportant le double dames la même année aux côtés de Bobbie Heine.

## Palmarès (partiel)

### Finale en simple dames
| No | Date       | Nom et lieu du tournoi          | Catégorie | Surface      | Vainqueure      | Score    |          |
| -- | ---------- | ------------------------------- | --------- | ------------ | --------------- | -------- | -------- |
| 1  | 24/05/1927 | Internationaux de France, Paris | G. Chelem | Terre (ext.) | Cornelia Bouman | 6-2, 6-4 | Parcours |

### Titre en double dames
| No | Date       | Nom et lieu du tournoi         | Catégorie | Surface      | Partenaire   | Finalistes                     | Score    |          |
| -- | ---------- | ------------------------------ | --------- | ------------ | ------------ | ------------------------------ | -------- | -------- |
| 1  | 24/05/1927 | Internationaux de France Paris | G. Chelem | Terre (ext.) | Bobbie Heine | Peggy Saunders Phoebe Holcroft | 6-2, 6-1 | Parcours |

### Finales en double dames
| No | Date       | Nom et lieu du tournoi      | Catégorie | Surface      | Vainqueures                    | Partenaire       | Score    |          |
| -- | ---------- | --------------------------- | --------- | ------------ | ------------------------------ | ---------------- | -------- | -------- |
| 1  | 20/06/1921 | The Championships Wimbledon | G. Chelem | Gazon (ext.) | Suzanne Lenglen Elizabeth Ryan | Winifred Beamish | 6-1, 6-2 |          |
| 2  | 20/06/1927 | The Championships Wimbledon | G. Chelem | Gazon (ext.) | Helen Wills Elizabeth Ryan     | Bobbie Heine     | 6-3, 6-2 | Parcours |

## Parcours en Grand Chelem (partiel)
Si l’expression « Grand Chelem » désigne classiquement les quatre tournois les plus importants de l’histoire du tennis, elle n'est utilisée pour la première fois qu'en 1933, et n'acquiert la plénitude de son sens que peu à peu à partir des années 1950.

### En simple dames
| Année | Championnat d'Australie | Championnat d'Australie | Internationaux de France | Internationaux de France | Wimbledon      | Wimbledon   | US National | US National |
| ----- | ----------------------- | ----------------------- | ------------------------ | ------------------------ | -------------- | ----------- | ----------- | ----------- |
| 1927  | -                       | -                       | Finale                   | Cornelia Bouman          | 1/4 de finale  | Helen Wills | -           | -           |
| 1932  | -                       | -                       | -                        | -                        | 2e tour (1/32) | Mary Heeley | -           | -           |

À droite du résultat, l’ultime adversaire.

### En double dames
| Année | Championnat d'Australasie Championnat d'Australie | Championnat d'Australasie Championnat d'Australie | Championnat de France Internationaux de France | Championnat de France Internationaux de France | Wimbledon                 | Wimbledon            | US National | US National |
| ----- | ------------------------------------------------- | ------------------------------------------------- | ---------------------------------------------- | ---------------------------------------------- | ------------------------- | -------------------- | ----------- | ----------- |
| 1921  | -                                                 | -                                                 | -                                              | -                                              | Finale W. Beamish         | S. Lenglen E. Ryan   | -           | -           |
| 1927  | -                                                 | -                                                 | Victoire Bobbie Heine                          | P. Saunders P. Holcroft                        | Finale Bobbie Heine       | Helen Wills E. Ryan  | -           | -           |
| 1932  | -                                                 | -                                                 | -                                              | -                                              | 3e tour (1/8) Joan Austin | E. Ryan Helen Jacobs | -           | -           |

Sous le résultat, la partenaire ; à droite, l’ultime équipe adverse.